# مارجيت موتو
مارجيت موتو (بالإنجليزية: Margit Mutso )‏ ولدت في 11 فبراير 1966 وهي مهندسة معمارية من إستونيا.
ولدت مارجيت موتو في تالين. درست في معهد الفن الحكومي في استونيا SSR (أكاديمية الفنون الاستونية اليوم) في قسم الهندسة المعمارية. تخرجت من المعهد في عام 1989.
من 1989 إلى 1990 عملت مارجيت موتو في مكتب تصميم الدولة مشروع الإستوني البلدي ( Eesti Kommunaalprojekt ) . من 1990 إلى 1992 عملت في المكتب المعماري سوانما ( V. Suonmaa ) في فنلندا. من 1993 إلى 1995 عملت مارجيت موتو في المكتب المعماري لحكومة مدينة تارتو. من عام 1995 حتى الآن تعمل في المكتب المعماري تارتو (Eek & Mutso OÜ). من 2004 إلى 2005 كانت رئيسة اتحاد المهندسين المعماريين الإستونيين.
الأعمال الأكثر شهرة من قبل مارجيت موتو هي محطة حافلات راكفير ( Rakvere )، مبنى سكني في شارع تاتري ومبنى سكني في شارع نولي. مارجيت موتو عضو في اتحاد المهندسين المعماريين الإستونيين.

## أعمالها
- إعادة بناء فيلا ليندجرين عام 1998 ( مع ميدس إيك )
- محطة حافلات ريكفير عام 2000 ( مع ميدس إيك )
- فيلا كيند في تيسكر، تالين ، 2002 (مع ميدس إيك)
- عمارة سكنية في شارع السقالة، 2003 (مع شركة ميدس إيك)
- حوض هابسالو، 2003 (مع مادس إيك، ريو أفاست)
- مبني سكني في شارع أولي، تالين عام 2004 ( مع شركة ميدس إيك )
- فيلا مودي في شارع تابسالو عام 2004
- محطة وقود اولريكس في تالين عام 2005 ( مع ميدس إيك )
- مبنى سكني في تارتو عام 2005.
- مبني سكني في شارع نولي عام 2007.